# 동해급 초계함
"동해급 초계함"(東海級 哨戒艦)은  대한민국 해군의 첫 국산 초계함이다. 길이 78미터, 경하 배수량 890톤급의 동해급 초계함은 최대 속력이 31노트(약 57km/h)에 달해 동·서·남해 전 해역에서 연안으로 침투하는 북한 간첩선을 차단하는 임무를 수행하였다.
'한국형 경비함'으로 개발된 동해급 초계함은 양산형인 후속 포항급 초계함(PCC)의 시제함으로, 대한조선공사, 코리아타코마, 현대중공업, 대우중공업에서 각각 1척씩 총 4척이 건조됐으며, 1983년 12월 21일 동해함, 수원함, 강릉함, 안양함이 동시 취역했다.

## 퇴역
2009년 6월 초도함인 동해함의 퇴역을 시작으로, 2010년 6월 수원함과 강릉함이 동시에 퇴역했고, 2011년 9월 안양함이 마지막으로 퇴역했다. 안양함은 개수·개장 작업을 거쳐, 2014년 7월 콜롬비아 해군에 양도됐다.

## 함 목록
| 함명      | 선체번호 | 건조사       | 진수       | 인수       | 취역       | 퇴역       | 비고                                               |
| Batch I   | Batch I  | Batch I      | Batch I    | Batch I    | Batch I    | Batch I    | Batch I                                            |
| --------- | -------- | ------------ | ---------- | ---------- | ---------- | ---------- | -------------------------------------------------- |
| ROKS 동해 | PCC-751  | 대한조선공사 | 1982-11-18 | 1983-11-10 | 1983-12-21 | 2009-06-30 | 실사격 표적으로 활용하여 고철스크랩                |
| ROKS 수원 | PCC-752  | 코리아타코마 | 1982-12-28 | 1983-11-20 | 1983-12-21 | 2010-06-30 | 고철스크랩                                         |
| ROKS 강릉 | PCC-753  | 현대중공업   | 1983-05-14 | 1983-12-01 | 1983-12-21 | 2010-06-30 | 고철스크랩                                         |
| ROKS 안양 | PCC-755  | 대우조선해양 | 1983-06-15 | 1983-12-15 | 1983-12-21 | 2011-09-29 | 2014년 콜롬비아 해군의 ARC 나리뇨(CM-55)로 재취역. |